# Споменик природе Два стабла хималајског боровца
Споменик природе Стабло хималајског боровца (Pinus wallichiana A.B. Jacks.) налази се у Београду, на Савском Венцу, у Темишварској улици број 23. Четири стабла су засађена 1912. године на приватном имању и по својим особинама и историји само једно од њих испуњава услове за заштиту као Значајно природно добро.

## Опште карактеристике
Заштићено стабло поседује следеће дендрометријске карактеристике:
| Висина стабла              | 20,5 m           |
| Обим дебла                 | 1,58 m           |
| Пречник крошње             | 10,2 m           |
| Висина дебла до прве гране | 4,0 m            |
| Старост стабла             | преко 100 година |

Стабло хималајског боровца има делимично редуковану крошњу на страни на којој се налази суседно стабло.
Стабло плодоноси редовно, витално је и поседује мањи број сувих доњих грана.
Према казивању власника, 1912. године је сазидана кућа на претходном виноградском имању. Претпоставља се да је исте године засађено и стабло хималајског боровца.
На споменику природе се не примећују никаква оштећења, осим редуковане крошње. Стабло је пејзажно и визуелно угрожено од стране другог стабла хималајског боровца.

## Историјат
Решењем бр. 1/49 од 28.07.1949. године, које је донео Завод за заштиту и научно проучавање природних реткости НР Србије, у улици Сање Живановић број 4 заштићено је 4 хималајска бора, једна оморика и једна криптометрија.
Године 1950. су четири стабла хималајског боровца имала висину 10 m и распоне грана од 3 m.
Ревизијом која је обављена током 1996. и 1997. године, предложено је формално скидање заштите за сва стабла, осим за два стабла хималајског боровца. Након ревизије је урађено скидање заштите са једног од њих, а преостало стабло које испуњава услове се проглашава спомеником природе - ботаничког карактера.

## Заштита
Циљ заштите је очување стабла хималајског боровца као природне реткости. Као такво, ово стабло има велику научну вредност, јер може да послужи за разна посматрања и праћења еколошких и климатских фактора који су специфични за територију на којој расте.
Уважавајући природне вредности овог добра и циљеве заштите стабла, одређен је III степен заштите који подразумева „селективно и ограничено коришћење природних богатстава и контролисане интервенције и активности у простору уколико су усклађене са функцијама заштићеног природног добра, или су везане за наслеђене традиционалне облике обављања привредних делатности и становања, укључујући и туристичку изградњу“.
Заштита им је укинута 2023. године.